# Gerd Hennig
Gerd Hennig (* 24. April 1935; † 26. Dezember 2017) war ein deutscher Fußballschiedsrichter.

## Jugend und Anfänge im Fußball in Duisburg
In seiner Kindheit lebte Hennig im Duisburger Stadtteil Meiderich und begann in der unmittelbaren Nachkriegszeit auf der Straße mit dem Fußballspielen. Dies geschah unter sehr einfachen Bedingungen und ohne geeignetes Schuhwerk, bis er aus dem Bekanntenkreis die entsprechende Ausstattung für seine Füße erhielt und zur Anmeldung in der Jugendmannschaft des Meidericher SV (heute MSV Duisburg) ermutigt wurde. Er versuchte sich für einige Jahre auf der Position des Rechtsaußen und profitierte dabei vor allem von seiner Schnelligkeit. Im Februar 1954 kam es zu einer entscheidenden Wendung in der noch jungen Laufbahn des damals 18-Jährigen, als er eine Juniorenbegegnung im Ortsteil Hamborn als Schiedsrichter leitete. Zwar endete zugleich seine Zeit als Spieler, doch als Schiedsrichter offenbarte er sein großes Potenzial.

## Laufbahn als Schiedsrichter
Hennig leitete zwischen 1964 und 1982 insgesamt 161 Spiele der 1. Bundesliga, womit er zeitweise die Rangliste der Schiedsrichter mit den meisten geleiteten Erstligapartien anführte, sowie mit dem Start der 2. Bundesliga 1974 bis 1982 insgesamt 52 Zweitligaspiele. Zwischen 1979 und 1982 stand Hennig auf der FIFA-Liste und leitete drei A-Länderspiele sowie zwei Europacupspiele. Zum Abschluss seiner Karriere als DFB-Schiedsrichter leitete er das DFB-Pokal-Finale 1982 zwischen dem FC Bayern München und dem 1. FC Nürnberg (4:2). Im Anschluss an seine aktive Karriere wurde Hennig Schiedsrichterbeobachter.
Hennig war außerdem von 1974 bis 2010 Schiedsrichterobmann im Kreis Duisburg-Mülheim-Dinslaken und wurde nach seiner Amtszeit zum Ehrenobmann ernannt.